# SKNFA Premier League 2024
La SKNFA Premier League 2024, conosciuta come SKNFA Digicel Super League 2024 per motivi di sponsorizzazione, è stata la quarantesima edizione della massima serie del campionato nevisiano di calcio. Il campionato è iniziato il 2 marzo 2024 e si è concluso il 16 agosto 2024. 
La squadra campione in carica è il Village Superstars, mentre il titolo è stato vinto dal St. Paul's Utd

## Stagione

### Novità
Rispetto alla stagione 2023 il campionato è stato ridotto da 12 a 10 squadre, con la retrocessione delle ultime due classificate della stagione precedente, Security Forces United e Sandy Point. In aggiunta, il Saddlers Utd ha cessato le attività, venendo sostituito dal Trafalgar Southstars, vincitore della Division 1.

### Formula
La stagione regolare consiste in un girone all'italiana con partite di andata e ritorno, per un totale di 18 giornate.
Le prime 4 classificate si qualificano per la seconda fase, un gironcino all'italiana con partite di sola andata, per un totale di 3 giornate aggiuntive. Le prime 2 classificate nel gironcino giocano una finale (al meglio delle tre gare) per decretare la squadra campione di Saint Kitts e Nevis e qualificata alle competizioni CONCACAF. Non sono previste retrocessioni.

## Squadre partecipanti
| Club                 | Città         | Stagione Precedente             |
| -------------------- | ------------- | ------------------------------- |
| Bath United          | Basseterre    | 8° in SKNFA Premier League      |
| Cayon Rockets        | Basseterre    | 4° nel secondo girone           |
| Conaree FC           | Saint Peter   | 5° nel secondo girone           |
| Garden Hotspurs      | Basseterre    | 9° in SKNFA Premier League      |
| Jets                 | Basseterre    | 3° nel secondo girone           |
| Newtown Utd          | Basseterre    | 6° nel secondo girone           |
| St. Paul's Utd       | Basseterre    | Finale                          |
| St. Peters Strikers  | Middle Island | 7° in SKNFA Premier League      |
| Trafalgar Southstars | Basseterre    | Division 1                      |
| Village Superstars   | Basseterre    | Campione di Saint Kitts e Nevis |

## Stagione regolare
|  | Pos. | Squadra              | Pt | G  | V  | N | P  | GF | GS | DR  |
|  | ---- | -------------------- | -- | -- | -- | - | -- | -- | -- | --- |
|  | 1.   | St. Peters Strikers  | 35 | 18 | 10 | 5 | 3  | 40 | 23 | +17 |
|  | 2.   | Cayon Rockets        | 34 | 18 | 9  | 7 | 2  | 34 | 16 | +18 |
|  | 3.   | Jets                 | 32 | 18 | 8  | 8 | 2  | 38 | 14 | +24 |
|  | 4.   | St. Paul's Utd       | 31 | 18 | 9  | 4 | 5  | 31 | 20 | +11 |
|  | 5.   | Village Superstars   | 30 | 18 | 8  | 6 | 4  | 35 | 23 | +12 |
|  | 6.   | Conaree FC           | 23 | 18 | 6  | 5 | 7  | 24 | 24 | 0   |
|  | 7.   | Bath United          | 23 | 18 | 7  | 2 | 9  | 17 | 20 | -3  |
|  | 8.   | Newtown Utd          | 23 | 18 | 7  | 2 | 9  | 20 | 30 | -10 |
|  | 9.   | Garden Hotspurs      | 16 | 18 | 3  | 7 | 8  | 19 | 28 | -9  |
|  | 10.  | Trafalgar Southstars | 0  | 18 | 0  | 0 | 18 | 14 | 74 | -60 |

      Qualificate alla Liguilla
In caso di arrivo a pari punti:
1. Maggior numero di vittorie;
2. Differenza reti;
3. Gol fatti;

## Seconda fase
|  | Pos. | Squadra             | Pt | G | V | N | P | GF | GS | DR |
|  | ---- | ------------------- | -- | - | - | - | - | -- | -- | -- |
|  | 1.   | St. Paul's Utd      | 7  | 3 | 2 | 1 | 0 | 8  | 4  | +4 |
|  | 2.   | St. Peters Strikers | 5  | 3 | 1 | 2 | 0 | 5  | 4  | +1 |
|  | 3.   | Cayon Rockets       | 4  | 3 | 1 | 1 | 1 | 5  | 4  | +1 |
|  | 4.   | Jets                | 0  | 3 | 0 | 0 | 3 | 5  | 11 | -6 |

      Qualificate alla Finale
In caso di arrivo a pari punti:
1. Maggior numero di vittorie;
2. Differenza reti;
3. Gol fatti;

## Finale
| Squadra 1      | Totale | Squadra 2           | Andata | Ritorno |
| -------------- | ------ | ------------------- | ------ | ------- |
| St. Paul's Utd | 5 – 0  | St. Peters Strikers | 3 – 0  | 2 – 0   |